# Gareth Southgate
Gareth Southgate (Watford, Anglaterra, 3 de setembre de 1970), es un exfutbolista i entrenador anglès que jugava com a defensa. Es va retirar el 2006 jugant al Middlesbrough FC, equip del qual n'era el capità.

## Equips

### Jugador
| Club              | País       | Any         | Partits | Gols |
| Crystal Palace FC | Anglaterra | 1988 - 1995 | 152     | 15   |
| Aston Villa FC    | Anglaterra | 1995 - 2001 | 192     | 7    |
| Middlesbrough FC  | Anglaterra | 2001 - 2006 | 160     | 4    |

### Entrenador
| Club                  | País       | Any         |
| --------------------- | ---------- | ----------- |
| Middlesbrough FC      | Anglaterra | 2006 - 2009 |
| Selecció d'Anglaterra | Anglaterra | 2016 - 2024 |

## Palmarès
Aston Villa FC
- Copa de la Lliga anglesa: 1996
- Copa Intertoto de la UEFA: 2001

Middlesbrough FC
- Copa de la Lliga anglesa: 2004